# Queer (Garbage)
Queer fu il quarto singolo della band Garbage estratto dall'album omonimo Garbage. "Queer" fu scritta dai garbage negli Smart Studios nel 1994 durante la composizione dell'album di debutto.

## Distribuzione
Il video di Queer è stato diretto dal fotografo francese Stéphane Sednaoui e presentato nell'agosto 1995.

## Tracce
| Titolo traccia                                 | Durata | Remixer/Produttore                     |
| ---------------------------------------------- | ------ | -------------------------------------- |
| "Queer (The Very Queer Dub Bin)"               | 5:12   | Adrian Sherwood & Simon Mundey         |
| "Queer (The Most Beautiful Woman In Town mix)" | 5:36   | Martin Lee Gore, Paul Freeguard, Jones |
| "Queer (F.T.F.O.I. mix)"                       | 7:17   | Rabbit in the Moon                     |
| "Queer (Heftybag mix)"                         | 9:10   | Rabbit in the Moon                     |
| "Queer (Danny Saber mix)"                      | 5:39   | Danny Saber                            |

## Classifiche
| Classifica (1995/96)      | Posizione massima |
| ------------------------- | ----------------- |
| Australia                 | 55                |
| Belgio (Vallonia)         | 24                |
| Nuova Zelanda             | 37                |
| Regno Unito               | 13                |
| Stati Uniti (alternative) | 12                |

## Date di pubblicazione
| Data di pubblicazione | Paese       | Casa discografica   | Formato                      |
| --------------------- | ----------- | ------------------- | ---------------------------- |
| 23 ottobre 1995       | Australia   | White Records       | Musicassetta, CD single      |
| 23 ottobre 1995       | Europa      | BMG                 | CD maxi                      |
| 31 ottobre 1995       | Stati Uniti | Almo Sounds         | Airplay: Modern Rock Tracks  |
| 20 novembre 1995      | Regno Unito | Mushroom Records UK | CD single, 7" vinile         |
| Aprile 1996           | Francia     | BMG                 | CD single                    |
| 5 maggio 1997         | Regno Unito | Mushroom Records UK | 12" vinile ("Queer Remixes") |